# آرثر بوش
آرثر بوش (بالإنجليزية: Arthur Busch)‏ هو لاعب هوكي الحقل أسترالي، ولد في 8 مارس 1944 في إبسوتش في أستراليا.

## وصلات خارجية
- آرثر بوش على موقع أوليمبيديا (الإنجليزية)
- آرثر بوش على موقع اللجنة الأولمبية الأسترالية (الإنجليزية)